# Xenodasys eknomios
Xenodasys eknomios är en djurart som tillhör fylumet bukhårsdjur, och som beskrevs av Todaro, Guldi, Leasi och Ezio Tongiorgi 2006. Xenodasys eknomios ingår i släktet Xenodasys och familjen Xenodasyidae. Inga underarter finns listade i Catalogue of Life.